# حزب کمونیست مارکسیست-لنینیست (ترکیه)
حزب کمونیست مارکسیست-لنینیست یا م.ل.ک.پ (به ترکی: Marksist-Leninist Komünist Partisi, MLKP) یک حزب زیرزمینی کمونیست با گرایش خوجه‌ایستی در کشور ترکیه است.
این حزب در سال ۱۹۹۴ تأسیس شد و از سال ۲۰۱۲ در انقلاب روژاوا مشارکت داشته‌است.

## تاریخچه
حزب کمونیست مارکسیست-لنینیست در سپتامبر ۱۹۹۴ از اتحاد دو حزب کمونیست ترکیه/مارکسیست-لنینیست - جنبش (TKP/ML-Hareketi) و جنبش کارگران کمونیست ترکیه (TKİH) شکل گرفت. در این میان حزب کمونیست ترکیه/مارکسیست-لنینیست - جنبش جریان بزرگ‌تری بود.هر دو گروه به اردوگاه طرفداران حزب کار آلبانی تعلق داشتند. فرآیند وحدت و مذاکرات بین دو گروه از ۱۹۸۹ آغاز شده‌بود. حزب کمونیست مارکسیست-لنینیست در ابتدا خود را حزب کمونیست مارکسیست-لنینیست-تأسیس نامید.
در سپتامبر ۱۹۹۵ و در زمان برگزاری نخستین کنگرۀ حزب، حزب کمونیست ترکیه/مارکسیست-لنینیست (سازمان بازسازی) (TKP/ML (YİÖ)) نیز در این حزب ادغام شد و نام حزب نیز به حزب کمونیست مارکسیست-لنینیست (م.ل.ک.پ) تغییر داده‌شد. پس از مدتی و در همان سال انشعابی اتفاق افتاد و حزب کمونیست - سازمان بازسازی (KP-İÖ) شکل گرفت.
حزب کمونیست مارکسیست-لنینیست توسط واحد عملیات و ضدتروریسم ادارۀ عمومی امنیت حکومت ترکیه به عنوان یک سازمان تروریستی فعال شناخته شده‌است. در جریان تحقیقات پروندۀ ارگنکون ادعا شد که ارگنکون قصد داشته کنترل حزب کمونیست مارکسیست-لنینیست و همچنین حزب کارگران کردستان را در دست بگیرد.
 رد آن تحقیقات ادعا شد که شماره سریال نارنجک دستی که از ستوان سرهنگ مصطفی دونمز کشف شده با نارنجکی که حزب کمونیست مارکسیست-لنینیست استفاده می‌کرده یکی بوده‌است.

## سازمان
شاخۀ جوانان حزب کمونیست مارکسیست-لنینیست با نام سازمان جوانان کمونیست (Komünist Gençlik Örgütü, KGÖ) شناخته می‌شود.
حزب کمونیست مارکسیست-لنینیست دارای یک شاخۀ مسلح است که نیروهای مسلح محرومان و ستمدیدگان (Fakirlerin ve Ezilenlerin Silahlı Kuvvetleri, FESK) نامیده می‌شود. این گروه در جریان بمب‌گذاری در هتل هیلتون بسفر استانبول محل برگزاری نشست ناتو در استانبول در سال ۲۰۰۴ به لحاظ بین‌المللی مورد توجه قرار گرفت که در جریان آن ۴ نفر کشته‌شدند. در آوریل ۲۰۱۵ اعلام شد که حزب کمونیست مارکسیست-لنینیست یک مرکز دائمی آموزش نظامی در مناطق تحت کنترل حزب کارگران کردستان در کوه‌های کردستان عراق تأسیس کرده‌است. نیروهای مسلح محرومان و ستمدیدگان در ژوئیۀ ۲۰۱۵ تلاش کردند تا به گروه رسانه‌ای استار حمله کنند.
حزب کمونیست مارکسیست-لنینیست سه نشریه منتظر می‌کند: نشریۀ آتِلِم (به معنای جهش) و سپس یَنی آتِلِم (به معنای جهش نو) که یک بولتن خبری روزانه است؛ نظریۀ پارتی‌نین سَسی (به معنای صدای حزب) که نشریه‌ای حزبی است؛ و تئوریده دوغرولتو (به معنای گرایش تئوریک) که نشریه‌ای نظری-سیاسی است. شمارۀ ۲۶ تئوریده دوغرولتو در سال ۲۰۰۶ منتشر شده‌است.